# Prognatholiparis ptychomandibularis
Prognatholiparis ptychomandibularis és una espècie de peix pertanyent a la família dels lipàrids i l'única del gènere Prognatholiparis.

## Descripció
- Fa 8,8 cm de llargària màxima.
- Nombre de vèrtebres: 41.[4]

## Hàbitat
És un peix marí i batidemersal que viu fins als 455 m de fondària.

## Distribució geogràfica
Es troba al Pacífic nord-oriental: els Estats Units.

## Observacions
És inofensiu per als humans.